# Salgado Filho (Santa Maria)
Salgado Filho és un barri de la ciutat brasilera de Santa Maria, Rio Grande do Sul. El barri està situat al districte de Sede.

## Villas
El barri amb les següents villas: Salgado Filho, Vila Brasília, Vila Kennedy, Vila Norte, Vila Nossa Senhora do Trabalho, Vila Salgado Filho.

## Galeria de fotos
| Chácara das Flores Caturrita | Chácara das Flores            | Chácara das Flores                                   |
| Caturrita                    |                               | Chácara das Flores Nossa Senhora do Perpétuo Socorro |
| Caturrita Divina Providência | Divina Providência / Carolina | Nossa Senhora do Perpétuo Socorro Carolina           |